# North Ray (cráter)

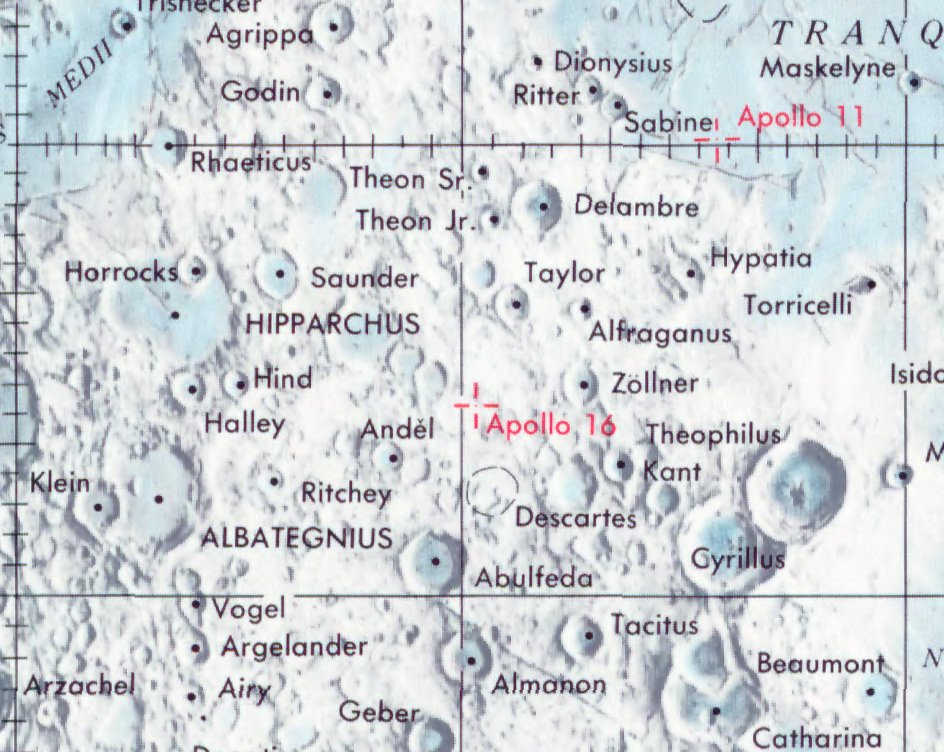
Localización del lugar de aterrizaje del Apolo 16

North Ray es un pequeño cráter lunar perteneciente a las Tierras Altas de Descartes, visitado por los astronautas del Apolo 16. El nombre del cráter fue adoptado formalmente por la Unión Astronómica Internacional en 1973. Es el cráter más grande investigado por los astronautas durante el programa Apolo.
|  |
|  |

El módulo lunar Orion del Apolo 16 aterrizó entre los cráteres North Ray y South Ray el 21 de abril de 1972. Los astronautas John Young y Charles M. Duke exploraron el área entre los cráteres en el transcurso de tres EVAs utilizando un Lunar Roving Vehicle o rover. Visitaron North Ray en la EVA 3, donde situaron la Estación 11, a unos 4.4 kilómetros al norte del lugar de aterrizaje. En el camino, recorrieron el borde del cráter de tamaño similar pero más antiguo Palmetto, que está aproximadamente a 5 km al sur de North Ray.
El cráter North Ray tiene aproximadamente 1 km de diámetro y unos 240 m de profundidad. Los astronautas comprobaron que los 50 m superiores de la pendiente son suaves, pero que se vuelven empinados por debajo de los 50 m, y no podían observar el fondo. Las laderas interiores están cubiertas por cantos rodados de hasta 5 m. Una gran roca (10 m de altura x 20 m de largo), conocida como House Rock, se encuentra cerca del lado sureste. Una roca más pequeña que es casi seguro un fragmento de House Rock, se conoce oficialmente como South Boulder, pero extraoficialmente se denominó como Outhouse Rock. El sistema de marcas radiales, que se puede ver desde la nave en órbita, no era obvio desde el suelo.
North Ray pertenece a la Formación Cayley, del Período Ímbrico, pero el cráter en sí mismo es mucho más reciente, del Período Copernicano, debido a la presencia de rayos. (Consúltese la sección sobre la edad que figura más adelante).

## Denominación
El nombre de "North Ray" hace referencia a los rayos de su sistema de marcas radiales y a su posición relativa al norte del punto de aterrizaje del Apolo 16. Tiene su origen en las denominaciones topográficas utilizadas en la hoja a escala 1/50.000 del Lunar Topophotomap con la referencia "78D2S1 Apollo 16 Landing Area".

## Edad
De acuerdo con los resultados del análisis de la muestra 67955, y de la anortosita norítica tomada de Outhouse Rock, el impacto que creó el cráter North Ray sucedió hace aproximadamente 50 millones de años. Esta datación está basada en la duración medida de la exposición de la roca a la radiación cósmica. La roca en sí tiene una edad de 42000 ± 70 millones de años según su datación radiométrica por samario / neodimio.

## Muestras
| |  |
| Mapa planimétrico de la Estación 11 del "Informe Científico Preliminar del Apolo 16". Las marcas X indican ubicaciones de muestras, los números de 5 dígitos son las referencias de las muestras del LRL, un rectángulo representa el rover lunar (el punto indica la cámara de TV), los puntos negros son rocas grandes, las líneas discontinuas son bordes de cráteres u otras características topográficas, y los triángulos son los puntos desde donde se tomaron panorámicas. A la derecha, una fotografía de North Ray procedente de la misión Apolo 14. |  |

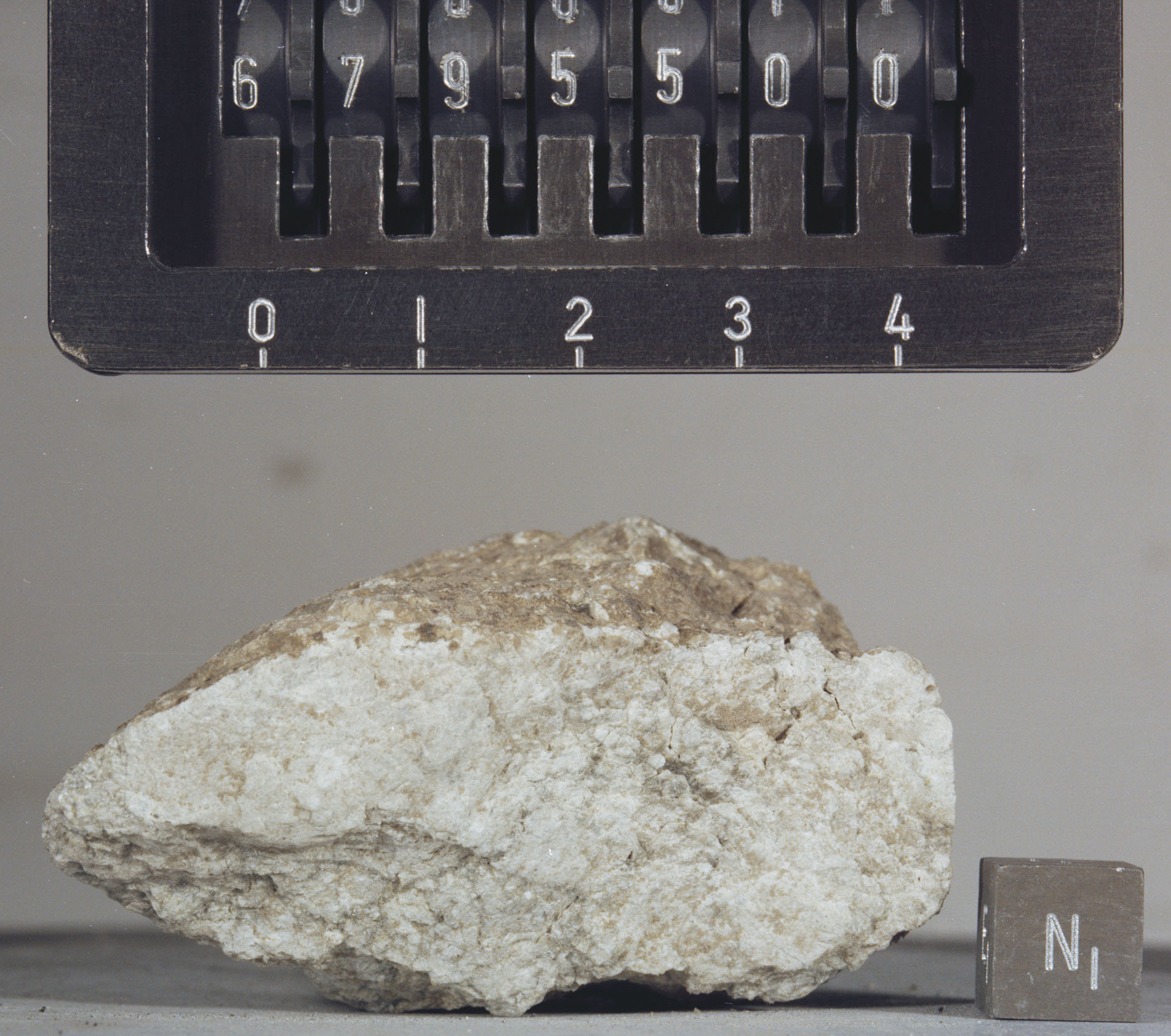
Muestra lunar 67955

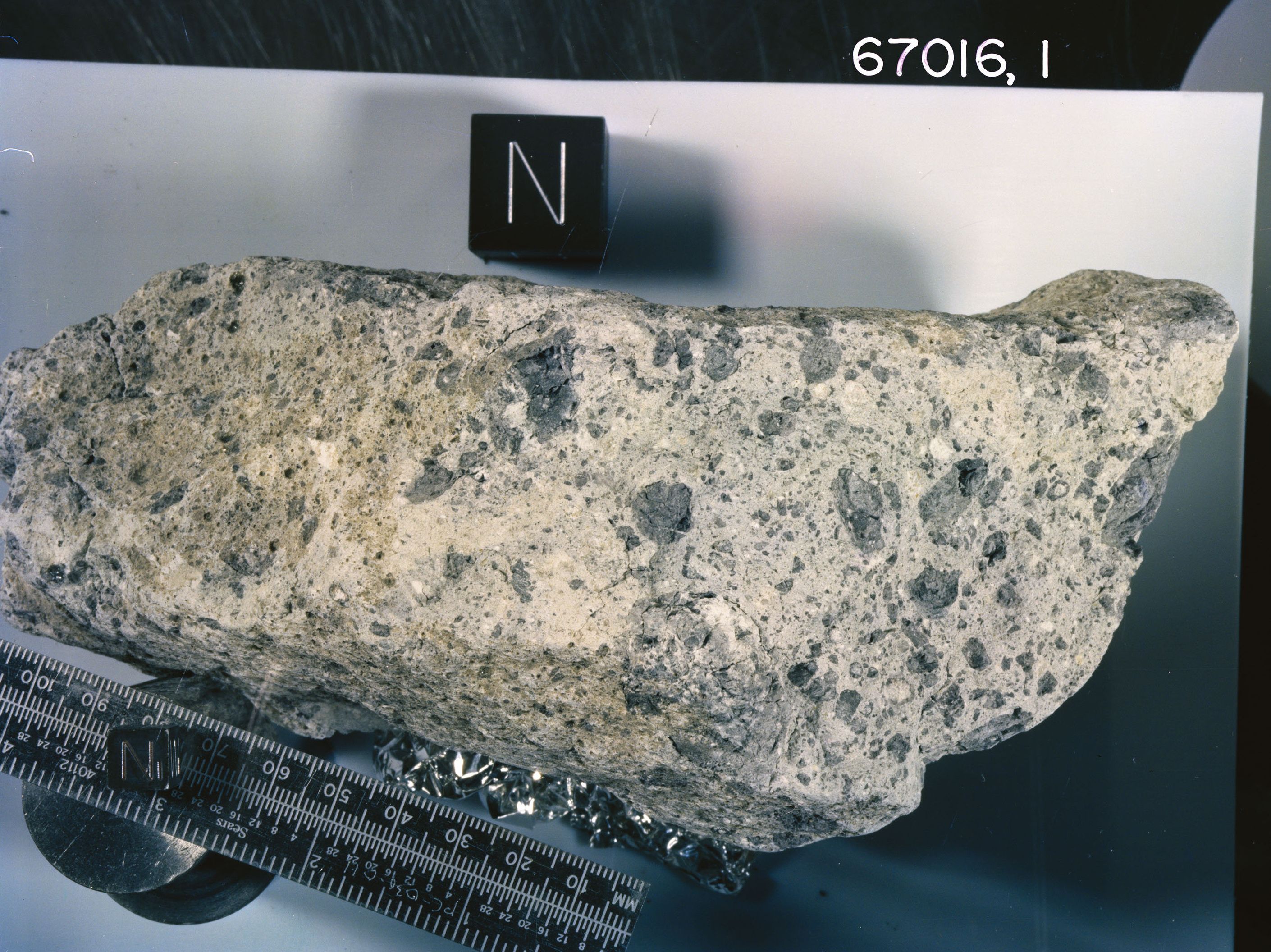
Muestra lunar 67016

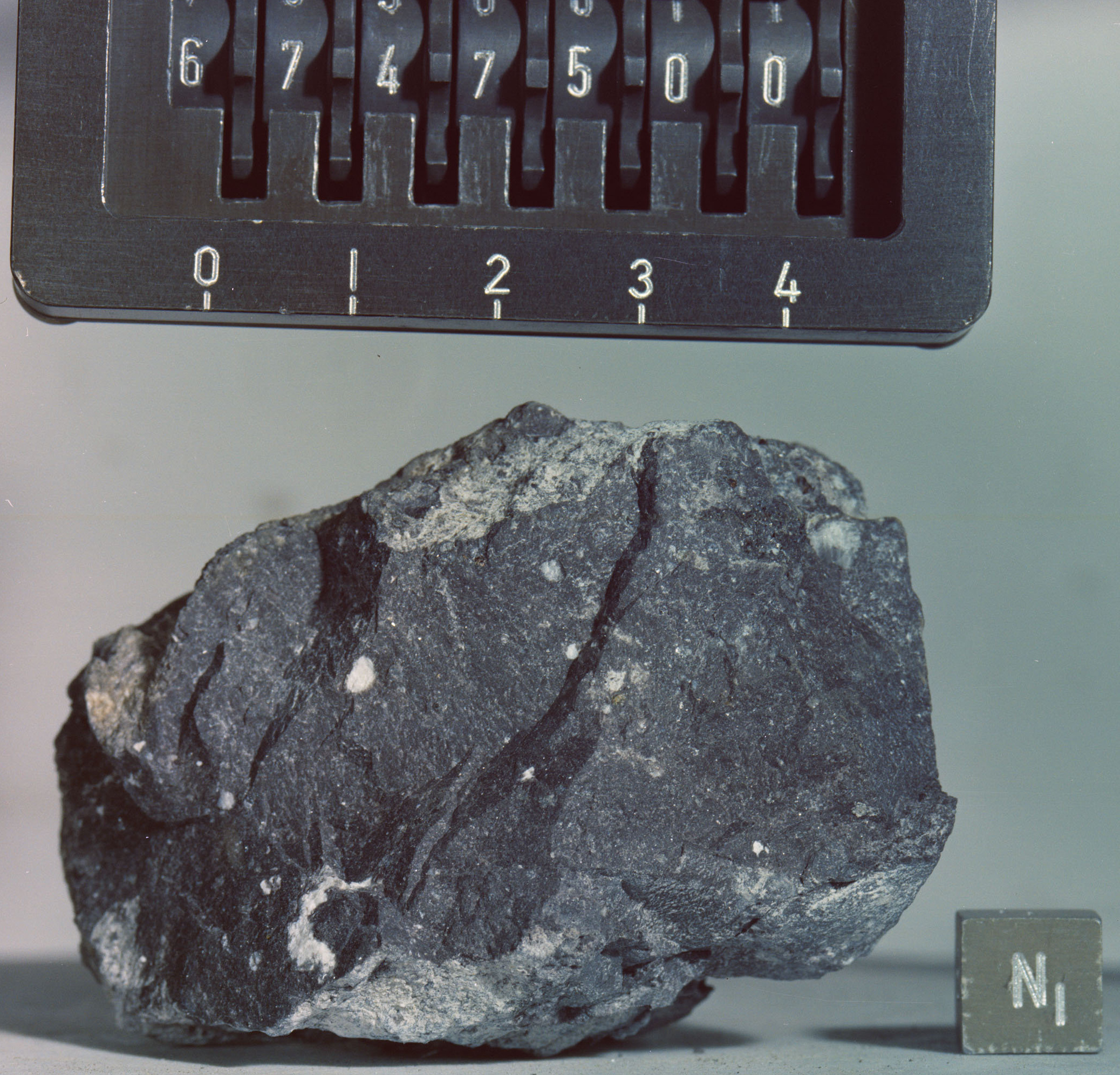
Muestra lunar 67475

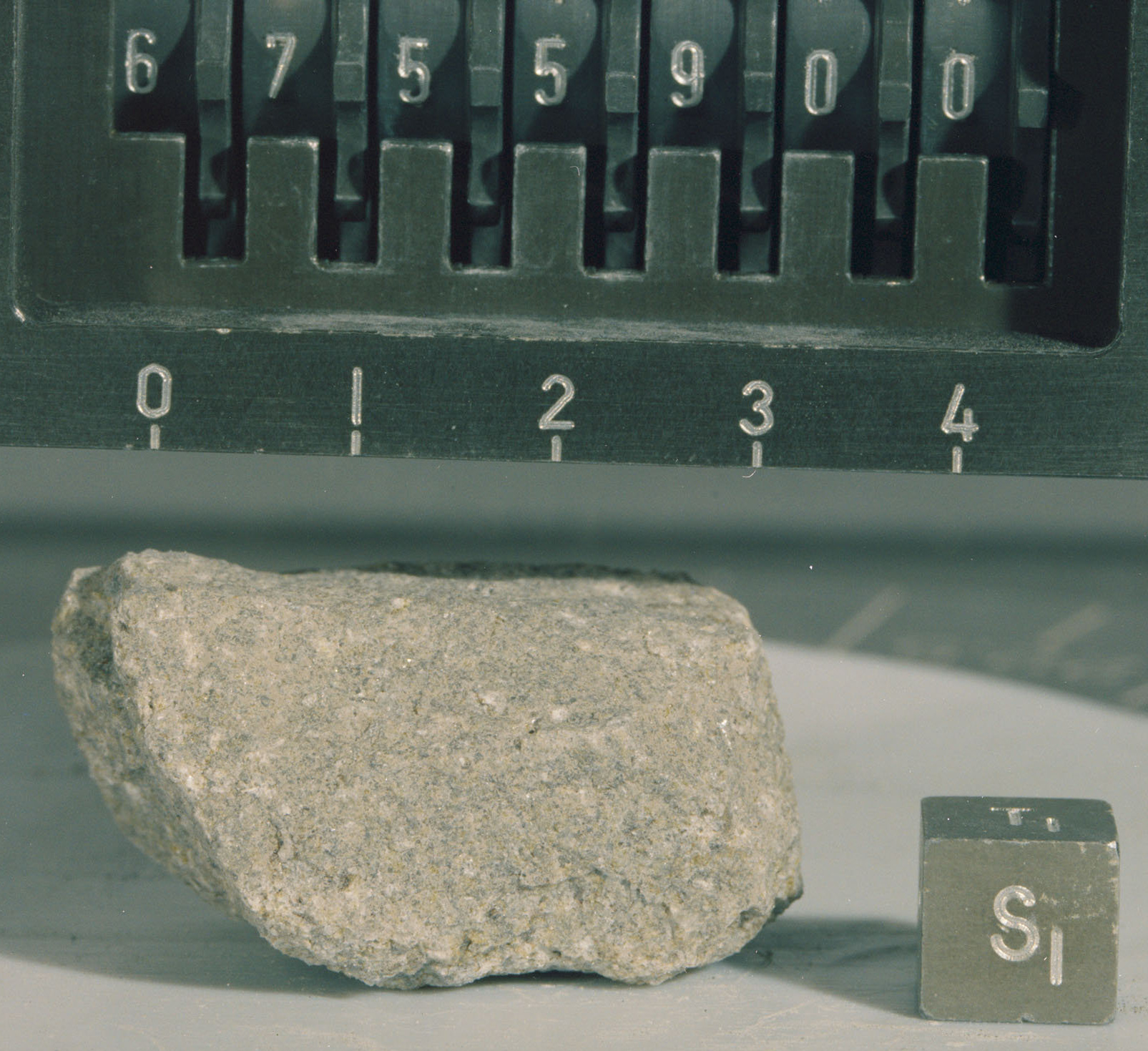
Muestra lunar 67559

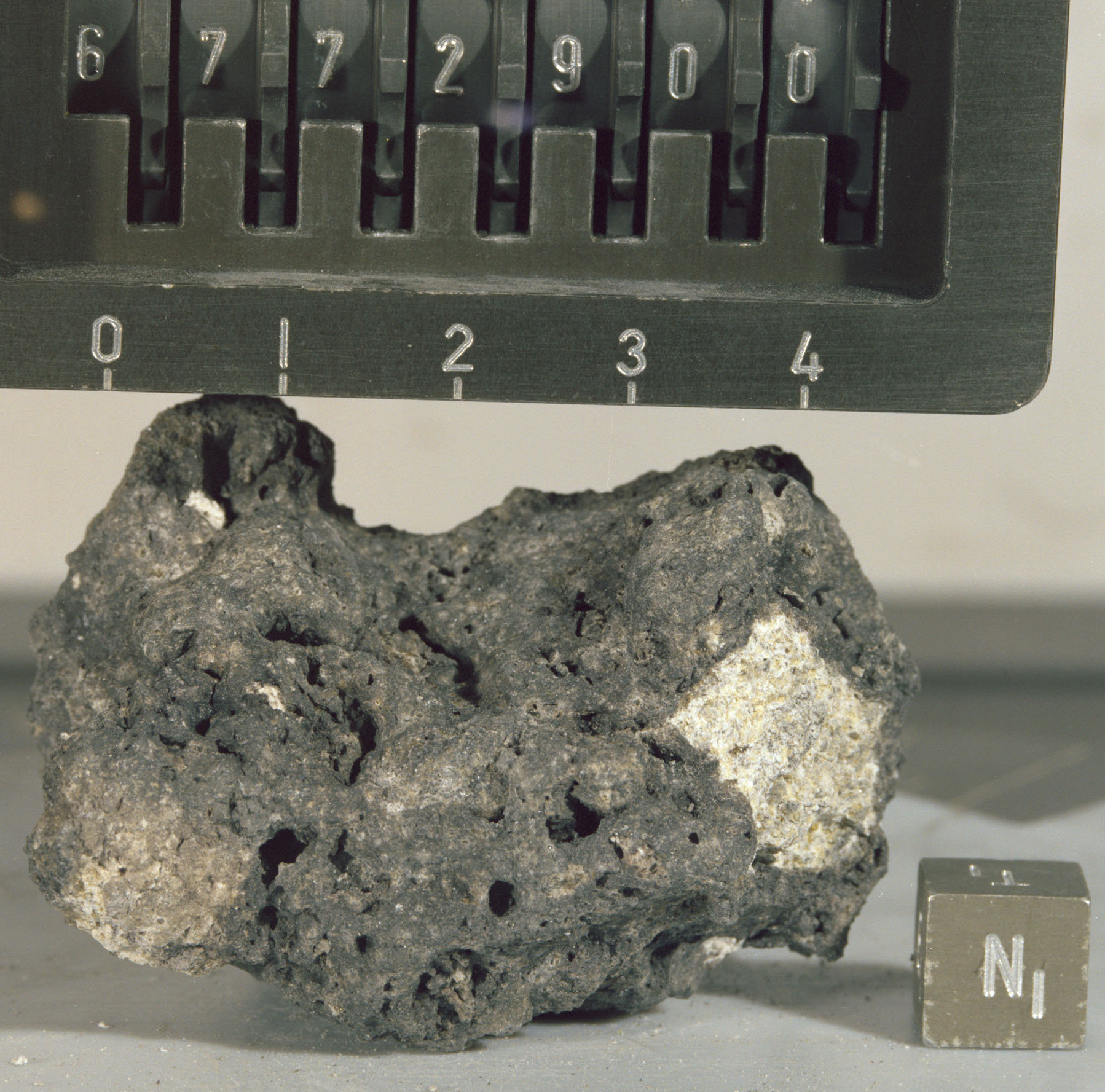
Muestra lunar 67729

Las siguientes muestras se obtuvieron del cráter North Ray (Estación 11), como se enumera en la Tabla 6-II del Informe Científico Preliminar del Apolo 16, que no incluye muestras de menos de 25 g de peso (de las cuales había muchas). El tipo de muestra, la litología y las descripciones provienen del Lunar Sample Atlas compilado por el Lunar and Planetary Institute.
| Muestra       | Tipo de muestra | Litología                  | Descripción |
| ------------- | --------------- | -------------------------- | --- |
| 67015         | Gravilla        | Brecha                     | Brecha de matriz fragmentaria, en su mayoría feldespato, pero con una amplia gama de litologías de tierras altas representadas como clastos sueltos en la matriz; han sido datados en 3900 millones de años y las brechas, en sí mismas, han tenido una exposición a los rayos cósmicos de 51 millones de años.                                     |
| 67016         | Roca            | Brecha                     | Brecha feldespática fragmentada con clastos claros y oscuros; y 3950 millones de años de edad y 50 millones de años de exposición. |
| 67035         | Roca            | Brecha fragmentada         | Brecha de matriz muy friable y clara; resultó tener una edad de 3950 millones de años |
| 67055         | Roca            | Brecha                     | Brecha blanca y negra; alto contenido de elementos trazables; pero no ha sido fechada. |
| 67075         | Roca            | Anortita                   | La muestra lunar 67075 es muy friable. La descripción petrográfica detallada indicó que la muestra puede ser una mezcla de rocas anortosíticas estrechamente relacionadas con una intrusión ígnea en capas; y se ha demostrado que su edad es de 4470 millones de años, con aproximadamente 50 millones de años de exposición a los rayos cósmicos. |
| 67095         | Roca            | Brecha fundida por impacto | Un basalto fundido por impacto recubierto de vidrio o una "bomba" volcánica que no ha sido fechado. |
| 67115         | Gravilla        | Brecha                     | El revestimiento vítreo es bastante grueso, pero se ha fracturado por el bombardeo de micrometeoritos. |
| 67210 (67215) | Gravilla        | Brecha                     | Brecha polimíctica blanca compuesta principalmente de plagioclasa cálcica y algunos clastos líticos relictos, con muchas marcas erosionadas en la parte superior e inferior. |
| 67230 (67235) | Roca            | Brecha fundida por impacto | 67235 es una gran muestra especial, que se recolectó para estudiar la superficie exterior de una roca lunar. |
| 67415         | Gravilla        | Brecha                     | Según Lindstrom y Lindstrom (1986), 67415 es una brecha granulítica ligeramente alterada con una matriz cataclástica. |
| 67435         | Roca            | Brecha                     | Brechas de matriz gris con clastos oscuros y claros. |
| 67455         | Gravilla        | Brecha                     | Brecha feldespática polimíctica muy friable. |
| 67475         | Gravilla        | Brecha                     | Una brecha vítrea resistente, de color gris violáceo. |
| 67515         | Gravilla        | Brecha                     | Roca blanca friable y calcárea que contiene fragmentos líticos de anortosita cataclástica y granulita feldespática. |
| 67549         | Gravilla        | Brecha                     | Brecha porosa y redondeada con una matriz clara y clastos claros y oscuros. |
| 67556         | Gravilla        | Brecha                     | Brecha fundida por impacto micropoiquilítica, friable y con venas de vidrio intrusivas. Tiene un cráter de un micrometeorito. |
| 67559         | Gravilla        | Basalto                    | Textura ígnea que indica que se enfrió desde el estado líquido, aunque altamente aluminoso. Contiene un rastro de Ni, Ir y Au y se ha fechado en 3760 ± 40 millones de años, lo que lo convierte en una muestra de gran importancia. |
| 67605         | Gravilla        | Brecha                     | Partícula blanca friable, relativamente grande, con el tamaño, forma y color de una pelota de golf. |
| 67627         | Gravilla        | Brecha                     | Agregados cementados con vidrio. |
| 67628         | Gravilla        | Brecha                     | Bombas vítreas (renumeradas como 4 muestras separadas: 67685-67688) |
| 67629         | Gravilla        | Brecha                     | Agregados cementados con vidrio (renumerados como 4 muestras separadas: 67629, 67695, 67696, 67697) |
| 67647         | Gravilla        | Brecha                     | Brecha relativamente coherente con muchas marcas, clastos de vidrio, y matriz vítrea. |
| 67718         | Gravilla        | Brecha                     | Abundantes clastos de plagioclasa en una matriz afanítica. |
| 67729         | Gravilla        | Brecha                     | Brecha de vidrio vesicular con clastos significativos, con la apariencia de una "bomba vítrea". Tiene hoyos en todas sus caras. |
| 67915         | Roca            | Brecha                     | Compuesto de brechas blancas y grises; ambas son polímeros (Taylor y Mosie 1979) cementados por vidrio fundido, con inclusiones de finas vetas de vidrio negro. |
| 67935         | Roca            | Brecha                     | Finas venas de vidrio negro, textura de basalto subofítico de grano fino. |
| 67936         | Roca            | Brecha                     | Finas venas de vidrio negro, textura de basalto subofítico de grano fino. |
| 67937         | Roca            | Brecha                     | Finas venas de vidrio negro, textura de basalto subofítico de grano fino. |
| 67955         | Roca            | Brecha                     | La superficie exterior tiene una pátina marrón delgada con huellas de micrometeorito; ha sido fechado en 4200 millones de años, con exposición a los rayos cósmicos durante unos 50 millones de años (la edad del cráter North Ray). |
| 67975         | Roca            | Brecha fragmentada         | Roca de forma irregular con cantidades aproximadamente iguales de brecha gris pálida, fragmentaria y friable; y una capa de vidrio espumoso y rico en clastos. |